# Anthony Hunt
Anthony Hunt (* 22. Juni 1932 in Streatham Hill, London; † 16. August 2022) war ein britischer Bauingenieur.
Hunt wuchs in Farnborough (Hampshire) auf und studierte Bauingenieurwesen am Northampton Polytechnic (1947/48, ohne Abschluss) und in Abendkursen am Westminster Technical College in London (später erwarb er noch die professionelle Qualifikation als Tragwerksplaner). Zunächst war er bei einem kleineren Ingenieurbüro (Wheeler & Jupp) in London. Beeindruckt durch den Skylon von Felix Samuely und Frank Newby beim Festival of Britain 1951 bewarb er sich im Ingenieurbüro von Samuely und wurde angenommen. Unter anderem war er am Neubau der amerikanischen Botschaft in London beteiligt (Architekt  Eero Saarinen). Anschließend arbeitete er für Terence Conran und Hancock Associates, bevor er sich 1962 selbständig machte mit dem Ingenieurbüro Anthony Hunt Associates. Er spielte eine große Rolle in der Entwicklung des High Tech Stils der britischen Architektur, verbunden mit den Namen von Architekten wie Norman Foster und Richard Rogers, Michael Hopkins und Nicholas Grimshaw, mit denen Hunt viel als Tragwerksplaner zusammenarbeitete. 2002 ging er in den Ruhestand.
Er gehörte zur zweiten Generation britischer Bauingenieure, die eng mit Architekten zusammenarbeiteten (in der ersten Generation waren prominente Vertreter Owen Williams, Ove Arup und Felix Samuely), mit Frank Newby, Edmund Happold und Peter Rice. Seine Bauten gehörten zu der in den 1960er- und 1970er-Jahren bis Mitte der 1980er-Jahre in Großbritannien beliebten Richtung modularer Bauweise aus vorgefertigten Teilen.
Zu seinen Bauwerken gehört das Reliance Controls Gebäude in Swindon (1966), das  Eden Project, das Sainsbury Centre for Visual Arts in Norwich und der Bahnhof Waterloo (1993).
1994 erhielt er die Goldmedaille der Institution of Structural Engineers.